# Walter Clivati
Walter Clivati (Bergamo, 6 maggio 1955) è un ex ciclista su strada italiano, professionista dal 1981 al 1983.

## Palmarès
- 1977 (dilettanti)

Giro del Casentino
- 1979 (dilettanti)

6ª tappa Corsa della Pace (? > Krynica Morska)
Bassano-Monte Grappa

## Piazzamenti

### Grandi Giri
- Giro d'Italia

1981: 72º
1983: 81º

### Classiche monumento
- Milano-Sanremo

1983: 104º